# Бадеши (язык)
Бадеши — практически исчезнувший индо-иранский язык, существующий в долине Бишиграм в Пакистане. В 2014 году справочник «Этнолог: языки мира» указывал, что на бадеши не говорят уже как минимум три поколения подряд, однако в 2018 г. журналисты Би-би-си нашли троих мужчин, которые ещё могли говорить на языке.
Мухаммад Заман Сагар, полевой лингвист, связанный с Форумом языковой инициативы, занимался изучением Бадеши. В результате его исследований ему удалось собрать всего около ста слов. В июле 2007 года он посетил долину Бишиграм вновь и провел там несколько дней с местными жителями.
В 2018 году журналисты Би-Би-Си обнаружили трех пожилых мужчин (Саид Гуль, Али Шер и Рахим Гуль), которые всё ещё умели говорить на бадеши, в долине Бишиграм на севере Пакистана. По их словам, язык торвали вытеснил в их деревне бадеши, на котором деревня говорила изначально. Мужчины из деревни также работали в туристических местах в долине Сват, где они говорили на пушту.
Некоторые фразы из языка бадеши:
- Meen naao Rahim Gul thi — Меня зовут Рахим Гуль
- Meen Badeshi jibe aasa — Я говорю на бадеши
- Theen haal khale thi? — Как у тебя дела?
- May grot khekti — Я поел
- Ishu kaale heem kam ikthi — В этом году снега шло не так много